# Knekestorpagölen
Knekestorpagölen är en sjö i Sävsjö kommun i Småland och ingår i Lagans huvudavrinningsområde. Sjön är 2,5 meter djup, har en yta på 0,02 kvadratkilometer och är belägen 206 meter över havet.